# Partido de Coquimbo
El Partido de Coquimbo fue una denominación territorial creada en 1786, sucesora del corregimiento de Coquimbo en la capitanía general de Chile.
Debido a las reformas borbónicas los antiguos corregimientos tomaron el nombre de «Intendencias». sin embargo la intendencia de Coquimbo recién fue creada en septiembre de 1811, en el intertanto pasó a llamarse «Partido de Coquimbo», subregión dependiente de la intendencia de Santiago desde 1786 hasta 1811.
Su sede se encontraba en la ciudad de San Bartolomé de La Serena.
El Partido de Coquimbo era dirigido por el subdelegado de Coquimbo, llamado también «subdelegado de La Serena».